# تيت دونوفان
تيت دونوفان (بالإنجليزية: Tate Donovan)‏ (و. 1963 – م) هو ممثل، ومخرج، وممثل تلفزيوني من الولايات المتحدة الأمريكية . ولد في مدينة نيويورك .

## التعليم
تعلم في جامعة جنوب كاليفورنيا.

## روابط خارجية
- تيت دونوفان على موقع IMDb (الإنجليزية)
- تيت دونوفان على موقع ميتاكريتيك (الإنجليزية)
- تيت دونوفان على موقع روتن توميتوز (الإنجليزية)
- تيت دونوفان على موقع قاعدة بيانات الأفلام العربية
- تيت دونوفان على موقع ألو سيني (الفرنسية)
- تيت دونوفان على موقع أول موفي (الإنجليزية)
- تيت دونوفان على موقع قاعدة بيانات برودواي على الإنترنت (الإنجليزية)
- تيت دونوفان على موقع قاعدة بيانات الأفلام السويدية (السويدية)
- تيت دونوفان على موقع إن إن دي بي (الإنجليزية)
- تيت دونوفان على موقع قاعدة بيانات الفيلم (الإنجليزية)